# Sztokholmska Szkoła Ekonomii w Rydze
Sztokholmska Szkoła Ekonomii w Rydze (ang. Stockholm School of Economics in Riga, łot. Rīgas Ekonomikas augstskola) – prywatna szkoła handlowa w Rydze.
Uczelnia została założona w 1994 z pomocą Wyższej Szkoły Handlowej w Sztokholmie, a także przy wsparciu szwedzkiego rządu i Ministerstwa Edukacji Łotwy.
Misją szkoły jest edukacja w dziedzinach ekonomii i biznesu, która przyczynia się do rozwoju gospodarczego i społecznego regionu, w szczególności krajów bałtyckich. Od 2010 uczelnia jest własnością fundacji założonej przez Wyższą Szkołę Handlową w Sztokholmie, Uniwersytet Łotwy i Stowarzyszenie Absolwentów Wyższej Szkoły Handlowej w Sztokholmie.

## Zarząd
Anders Paalzow, rektor szkoły, obronił doktorat z ekonomii w Wyższej Szkole Handlowej w Sztokholmie. Funkcję rektora pełni od lipca 1999.
Diana Pauna, prorektor uczelni, obroniła doktorat na Uniwersytecie Łotewskim, na Wydziale Edukacji, Psychologii i Sztuki. W szkole pracuje od początku jej założenia w 1994.

## Szkoła w rankingu międzynarodowym
W 2013 gazeta „Financial Times” umieściła Sztokholmską Szkołę Ekonomii w Rydze na 21. miejscu w rankingu europejskich szkół handlowych.

## Gra Inwestycyjna
Gra Inwestycyjna to międzynarodowy symulator giełdy stworzony w 1997 przez fundusz inwestycyjny studentów uczelni. Celem symulacji jest wzbudzenie zainteresowania opinii publicznej finansami i inwestycjami. Każdego roku symulator gromadzi ponad 6000 osób zainteresowanych inwestycjami, przez co jest on uważany za największe wydarzenie tego typu w regionie krajów bałtyckich. Pierwsza część Gry Inwestycyjnej trwająca 4 tygodnie oferuje graczom możliwość rozwijania swoich umiejętności poprzez handel na 15 rynkach europejskich, funduszach ETF (fundusz inwestycyjny, którego celem jest wierne odwzorowywanie wskazanego indeksu, a tytuły uczestnictwa są notowane na giełdzie), ETNS oraz derywatach finansowych. Konkurencja umożliwia również handel na różnych giełdach europejskich: w Helsinkach, w Sztokholmie, w Rydze, w Tallinnie, w Wilnie i wielu innych miastach. Druga część (również trwająca 4 tygodnie) jest bardziej zaawansowana – Gra Inwestycyjna ’12 zapewnia dostęp do międzynarodowych rynków za pośrednictwem platformy handlowej. Konkurs pozwala na obrót akcjami, towarami i innymi derywatami na 15 rynkach międzynarodowych.